# Gmina Orange (hrabstwo Black Hawk)
Gmina Orange (ang. Orange Township) – gmina w USA, w stanie Iowa, w hrabstwie Black Hawk. Według danych z 2020 roku gmina miała 338 mieszkańców.